# Androsina
Androsina es un género de foraminífero bentónico de la subfamilia Archaiasinae, de la familia Soritidae, de la superfamilia Soritoidea, del suborden Miliolina y del orden Miliolida. Su especie tipo es Androsina lucasi. Su rango cronoestratigráfico abarca el Holoceno.

## Clasificación
Androsina incluye a las siguientes especies:
- Androsina lucasi